# Chrysotus bajaensis
Chrysotus bajaensis är en tvåvingeart som beskrevs av Harmston 1968. Chrysotus bajaensis ingår i släktet Chrysotus och familjen styltflugor. Inga underarter finns listade i Catalogue of Life.